# Rudolf Burger (Unternehmer, 1839)
Rudolf Burger (* 11. August 1839 in Burg; † 1. Dezember 1917 ebenda, reformiert, heimatberechtigt in Burg) war ein Schweizer Unternehmer und Politiker (FDP). 

## Biografie
Rudolf Burger wurde am 11. August 1839 in Burg als Sohn des Landwirts und Schmieds Johann Jakob Burger geboren. Nach dem Besuch der Bezirksschule in Reinach war Rudolf Burger anfangs als Landwirt und Holzhändler tätig. Im Jahr 1864 gründete er zusammen mit Rudolf Eichenberger eine Tabakfabrik, die später unter dem Firmennamen Burger Söhne geführt wurde. Dazu liess er 1867 ein eigenes Fabrikgebäude errichten. In weiterer Folge weitete er sein Geschäftsfeld auf Weinhandel und Kiesabbau aus.
Daneben fungierte er 1888 als Mitbegründer sowie im Anschluss als Verwaltungsrat der Volksbank Reinach. Im Jahr 1890 finanzierte er aus eigenen Mitteln die Wasserversorgung für Burg und Menziken.
Rudolf Burger, Vater des Unternehmers und freisinnigen Politikers Rudolf Burger junior, war in erster Ehe mit Elisabeth geborene Wirz sowie in zweiter Ehe mit Maria Bertha geborene Fröhlich verheiratet. Er verstarb am 1. Dezember 1917 im Alter von 78 Jahren in Burg.

## Politische Ämter
Rudolf Burger, Mitglied der Freisinnig-Demokratischen Partei, gehörte von 1864 bis 1890 dem Gemeinderat von Burg, dem er ab 1868 auch als Ammann vorstand, an. Auf kantonaler Ebene vertrat er seine Partei zwischen 1868 und 1873 im Aargauer Grossen Rat. Darüber hinaus amtierte er zwischen 1884 und 1885 als Verfassungsrat. 